# Busseola sacchariphaga
Busseola sacchariphaga är en fjärilsart som beskrevs av Fletcher 1926. Busseola sacchariphaga ingår i släktet Busseola och familjen nattflyn. Inga underarter finns listade i Catalogue of Life.